# Eliza Rycembel
Eliza Rycembel (ur. 2 maja 1992 w Warszawie) – polska aktorka. Laureatka Orła oraz nagrody 44. Festiwalu Polskich Filmów Fabularnych w Gdyni za najlepszą rolę drugoplanową w filmie Boże Ciało.

## Życiorys
Eliza Rycembel od szóstego roku życia uczyła się baletu w Studiu taneczno-aktorskim Hanny Kamińskiej przy Ogólnokształcącej Szkole Baletowej. Występowała między innymi w Teatrze na Woli i w Sali Kongresowej. Absolwentka Akademii Teatralnej w Warszawie (2019).

## Filmografia
| Rok  | Tytuł                      | Rola                                           | Uwagi                                                                                    |
| ---- | -------------------------- | ---------------------------------------------- | ---------------------------------------------------------------------------------------- |
| 2014 | Obietnica                  | Lila Śliwińska                                 |                                                                                          |
| 2015 | Carte blanche              | Klara, uczennica Kacpra                        |                                                                                          |
| 2016 | Wszystko gra               | Zosia, córka Romy                              | podwójna rola                                                                            |
| 2016 | Wszystko gra               | prababcia Zosi                                 | podwójna rola                                                                            |
| 2016 | Niewinne                   | siostra Teresa                                 |                                                                                          |
| 2017 | Belfer 2                   | Luiza Długosz                                  |                                                                                          |
| 2018 | Ślepnąc od świateł         | Julka                                          | odc. 1, 7                                                                                |
| 2018 | Nina                       | Magda                                          |                                                                                          |
| 2018 | 1983                       | Agata                                          | odc. 6                                                                                   |
| 2019 | Piłsudski                  | Wanda Juszkiewiczówna, córka Marii Piłsudskiej |                                                                                          |
| 2019 | Odwróceni. Ojcowie i córki | Kasia Wesołowska, córka „Blachy”               |                                                                                          |
| 2019 | Ciemno, prawie noc         | Ewa, siostra Alicji w wieku 17 lat             |                                                                                          |
| 2019 | Boże Ciało                 | Marta                                          | nagroda 44. Festiwalu Polskich Filmów Fabularnych w Gdyni za najlepszą rolę drugoplanową |
| 2020 | Osiecka                    | młoda Agnieszka Osiecka                        |                                                                                          |
| 2022 | Nieobecni                  | Kasia Zawada                                   |                                                                                          |
| 2022 | Gry rodzinne               | Kaśka Bilska                                   |                                                                                          |
| 2022 | Nasdrovia                  |                                                |                                                                                          |
| 2023 | Przysięga Ireny            | Ida                                            |                                                                                          |
| 2023 | Morderczynie               | Ewa, siostra Karoliny                          |                                                                                          |
| 2024 | Przesmyk                   | Maria Drawicz, żona Jana                       |                                                                                          |

## Nagrody
- 2014: nagroda dla najlepszej aktorki na Międzynarodowym Festiwalu Filmów dla Dzieci i Młodzieży w Wiedniu za rolę w filmie Obietnica
- 2019: wyróżnienie Tarnowskiej Nagrody Filmowej za rolę w filmie Nina,
- 2019: nagroda za najlepszą rolę drugoplanową w filmie Boże Ciało na 44. Festiwalu Polskich Filmów Fabularnych w Gdyni,
- 2020: Orzeł za najlepszą drugoplanową rolę kobiecą w filmie Boże Ciało
- 2025 nagroda Złotego Anioła dla Europejskiej Aktorki Bella Woman[6]